# Bedonia
Bedonia település Olaszországban, Emilia-Romagna régióban, Parma megyében. Lakosainak száma 3111 fő (2023. január 1.). Bedonia Bardi, Compiano, Ferriere, Santo Stefano d'Aveto, Tornolo és Varese Ligure községekkel határos.

## Népesség
A település népessége az elmúlt években az alábbi módon változott:
| Lakosok száma | 3419 | 3355 | 3111 |
|               | 2017 | 2018 | 2023 |